# La Sílfide
|  | Aquest article tracta sobre La Sílfide. Vegeu-ne altres significats a «Les Sylphides». |

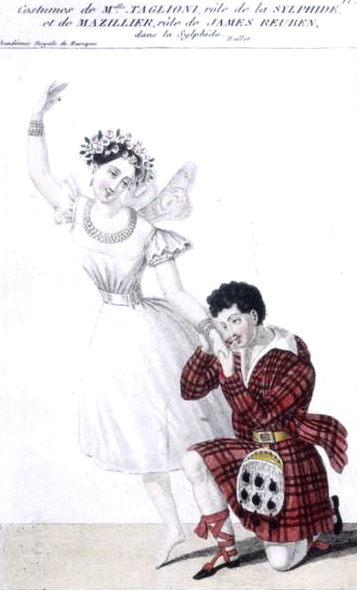
Els vestits dels protagonistes a la seva estrena, el 1832

La Sílfide (en francès, La Sylphide) és un ballet de dansa clàssica en dos actes coreografiat per en Filippo Taglioni especialment perquè es pogués lluir la seva filla, la ballarina Marie Taglioni. L'argument dramàtic va ser creat per n'Adolphe Nourrit i la música per en Herman Lovenskjold. Es va estrenar en 1832 a París. Es considera un dels ballets més importants del segle xix.
La Sílfide va marcar el començament del romanticisme al ballet. A partir d'aleshores, el personatge eteri que reprensenta un amor impossible de la protagonista serà mític i un arquetip profusament utilitzat, i que serà completat més endavant amb Giselle. No només conceptualment, el vestit que porta, de color blanc i tutú vaporós, serà el que relacionarem ja per sempre amb la dansa clàssica romàntica. Però la innovació més important d'aquest ballet, per a l'evolució la dansa en general, és el fet que per primer cop a la història les ballarines porten sabatilles de punta.
En 1836 August Bournonville en va crear una nova coreografia, pel Teatre Reial de Copenague, que va anomenar La sílfide i l'escocès. Aquesta versió encara actualment es troba als repertoris de totes les millors companyies de dansa clàssica al món.

## Argument
Un jove pagès escocès, en James, està compromès en matrimoni amb la jove Effie. Una nit, amb un cop de brisa, entra volant a través de la finestra de casa d'ell una sílfide, una criatura invisible que el veu i s'enamora d'ell. La sílfide es fa visible pel jove, i resulta ser d'una bellesa i gràcia extraordinàries, tant que ell també s'acaba enamorant d'ella i decideix fugar-se per no haver-se de casar amb l'Effie. El primer acte acaba amb la cerimònia del casament interrompuda pel James corrents darrere de la sílfide i l'Effie plorant.
James cau en el compte que la sílfide és un ser immortal, que al contrari que ell, mai no envellirà ni morirà, això el fa sentir por que ella el deixi. Gelós, fa una visita a la bruixa Madge, que també s'enamora de James, tot i que ell el rebutja. La bruixa li prepara un xal al qual li diu que ha tirat una poció màgica perquè, quan cobreixi les espatlles de la sílfide, li caiguin les ales. Així, si ja no pot volar, ella sempre romandrà al costat de James.
James torna al bosc per a buscar la seva estimada, es troba amb les altres sílfides, que el porten amb la seva amiga. James ofereix el regal a la sílfide, però la bruixa l'havia enganyat i el que ocorre és que la sílfide mor als braços de James, que es queda sol.